# Фёханах (Керри)
Фёханах (Феоханах, Феохана, Фохана; англ. Feohanagh; ирл. An Fheothanach, Ань-Оханах) — небольшая деревушка и таунленд в Ирландии, находится в графстве Керри (провинция Манстер). Является частью Гэлтахта.
Расположена на западной оконечности полуострова Дингл, на северо-восточном берегу бухты Смеруик (Smerwick Harbour), недалеко от впадения в неё небольшой речки Фёханах. Исторически относился к общине Килкейн (Cill Chuáin/Kilquane) в волости Коркагивни (Corca Dhuibhne/Corkaguiny).